# Booth's Theatre
Pour les articles homonymes, voir Booth.
Ne doit pas être confondu avec Booth Theatre.
Le Booth's Theatre était un théâtre new-yorkais construit par l'acteur Edwin Booth. Il était situé à l'angle sud-est de la 23e Rue et de la 6e Avenue. Il a ouvert ses portes le 3 février 1869 et fut détruit en 1965. Il fut de son temps un lieu réputé des représentations shakespeariennes à New York, et le plus connu des théâtres de Manhattan.

## Histoire

Affiche, 1877.

L'acteur américain Edwin Booth (frère aîné de John Wilkes Booth, l'assassin d'Abraham Lincoln) fait construire son théâtre pour un coût d'1,5 million de dollars, somme considérable pour l'époque : en effet, son précédent théâtre, le Winter Garden Theatre (en) a été détruit par un incendie deux ans auparavant. La 23e Rue est un choix délibéré, car c'est alors le centre de la vie culturelle de Manhattan et plus particulièrement du théâtre. Il confie les plans à l'architecte James Renwick Jr, concepteur de la cathédrale Saint-Patrick et du Smithsonian Institution. À son ouverture, le New York Times le décrit comme « la fierté de la ville, le lieu de villégiature des gens instruits, une école d'art, une récréation raffinée et un contraste bienveillant avec les amusements pervertis qui ont trop longtemps dégradé le goût du public ».
Le théâtre, construit en granit dans le style Second Empire, offre 1800 places et 300 places debout supplémentaires, et est d'aspect somptueux : il comprend un grand vestibule avec des sols en marbre italien, une grande statue du père d'Edwin Booth, l'acteur shakespearien Junius Brutus Booth (en), réalisée par le sculpteur Thomas Ridgeway Gould (en), et est pourvu d'un système de chauffage et de refroidissement de l'air. La décoration de l'auditorium est tout aussi riche et élaborée : des piliers de marbre sont entourés de statues, dont une de Shakespeare au-dessus de la scène réalisée par le sculpteur Giovanni Turini (en), des bustes d'acteur devant la scène représentant entre autres David Garrick et Edmund Kean, un grand lustre surmontant le tout, et une scène aux équipements les plus modernes de l'époque, comme un système hydraulique pour faire monter et descendre les décors, et un commutateur permettant d'allumer et éteindre ensemble tous les éclairages au gaz de la scène. Sous le trottoir de la 23e Rue se trouvent la menuiserie du théâtre ainsi qu'une chaufferie à vapeur.
Malgré les apparitions de grands talents de l'époque, Booth ne parvient pas à faire de son théâtre une entreprise rentable et ne tient que cinq ans,. Il jette l'éponge en 1873, mais ses successeurs ne parviennent pas à rétablir l'équilibre. L'établissement est vendu en décembre 1881, cesse son activité théâtrale en 1883 et est transformé en grand magasin McCreery & Co. jusqu'en 1965, date à laquelle il est démoli pour faire place à un parking, après 96 ans d'existence. Depuis, le parking a laissé placé à un Best Buy, un magasin d'électronique grand public.
Haut lieu des représentations shakespeariennes, la dernière représentation au Booth's fut Romeo et Juliette, la même pièce avec laquelle il avait fait son ouverture en 1869.